# Levínská Olešnice
Pour les articles homonymes, voir Olešnice.
Levínská Olešnice (en allemand : Lewiner Oels) est une commune du district de Semily, dans la région de Liberec, en République tchèque. Sa population s'élevait à 352 habitants en 2021.

## Géographie
Levínská Olešnice se trouve à 18 km au sud-est de Semily, à 44 km au sud-est de Liberec et à 94 km au nord-est de Prague.
La commune est limitée par Roztoky u Jilemnice et Studenec au nord, par Horka u Staré Paky à l'est, par Vidochov et Nová Paka au sud et par Stará Paka à l'ouest.

## Histoire
La première mention écrite de la localité date de 1384.

## Administration
La commune se compose de deux sections :
- Levínská Olešnice ;
- Žďár.

## Galerie

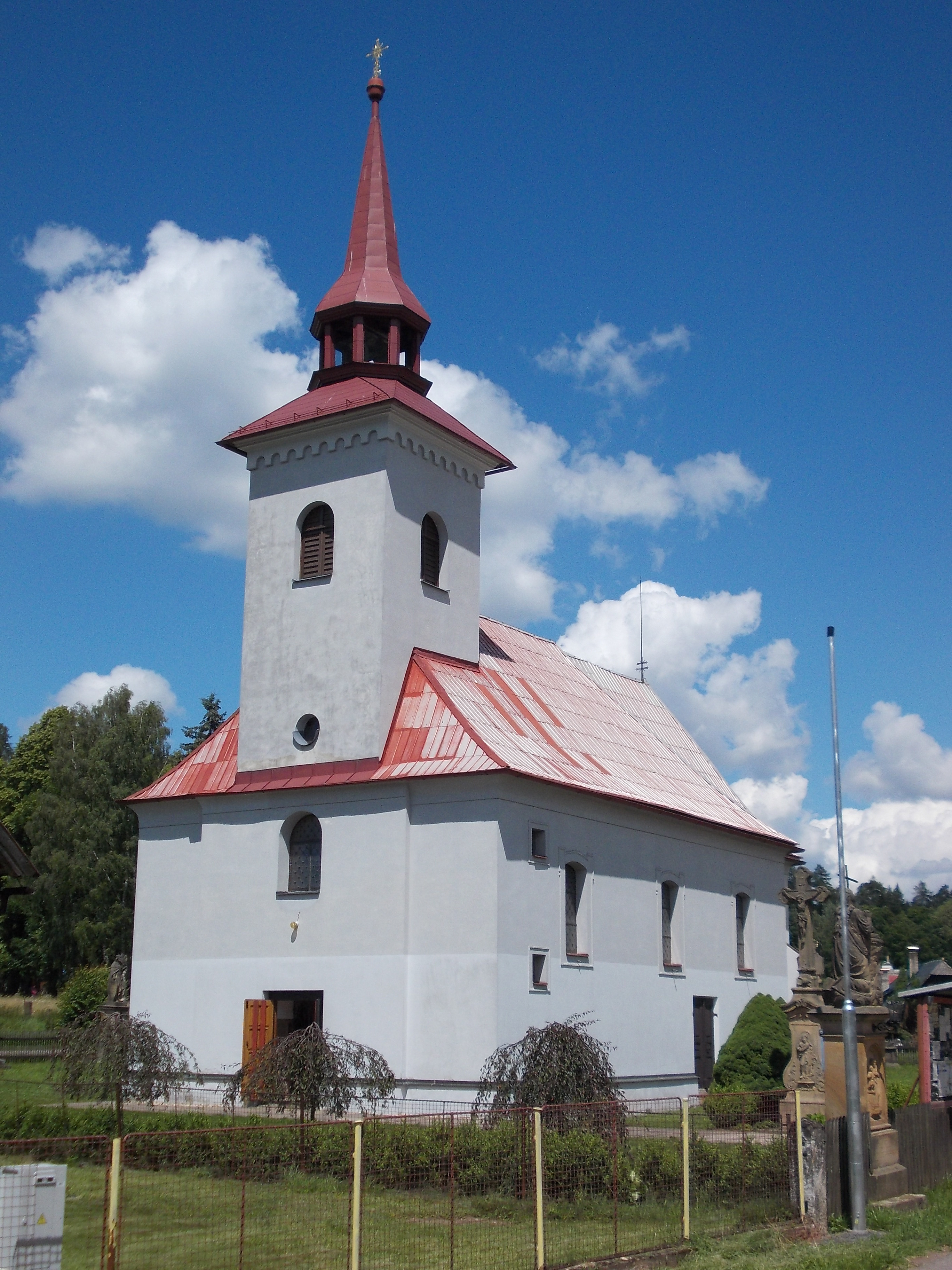
Église de Tous les Saints.
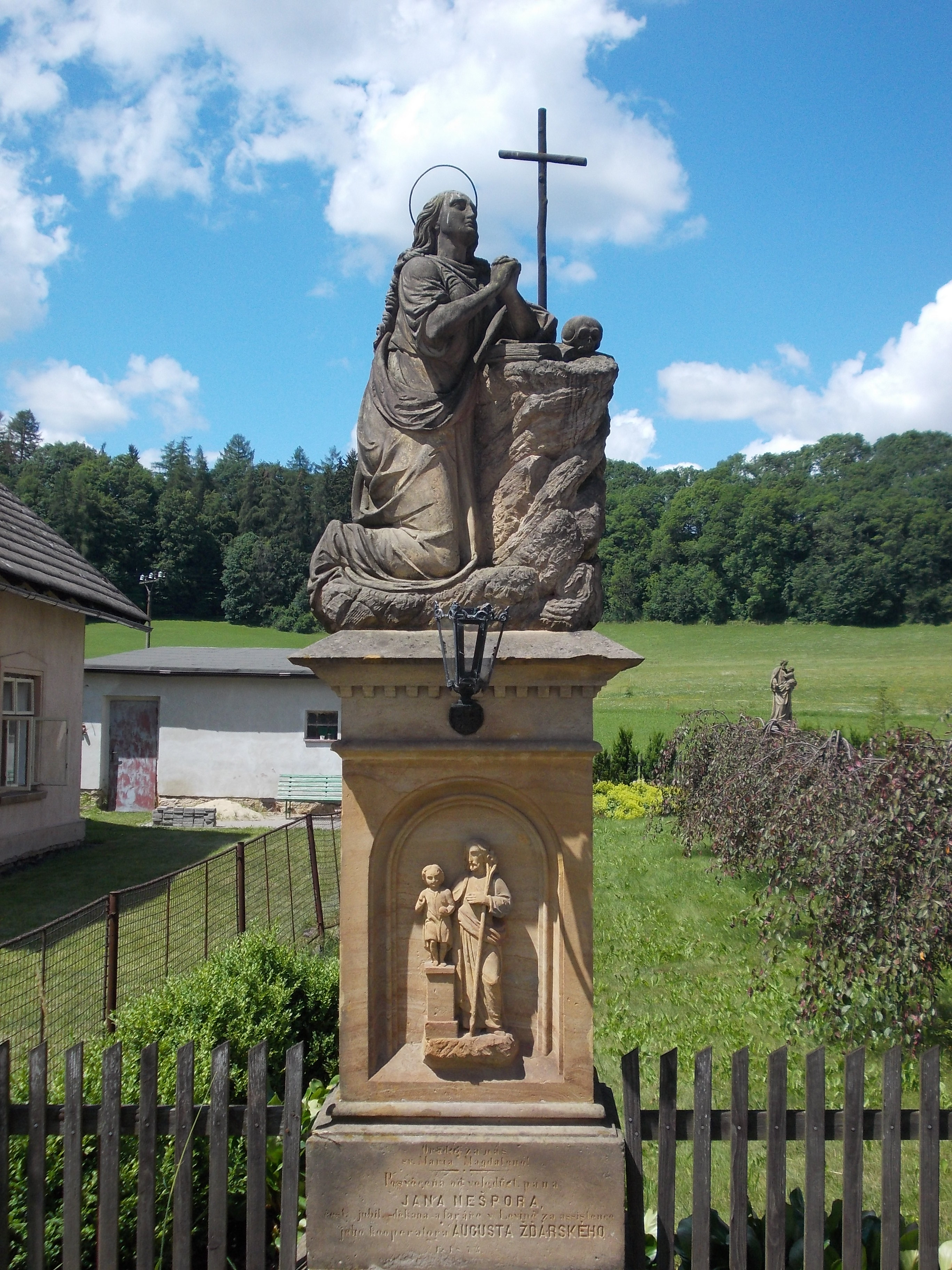
Levínská Olešnice : statue de sainte Marie-Madeleine.

## Transports
Par la route, Levínská Olešnice se trouve à 5 km de Nová Paka, à 23 km de Semily, à 64 km de Liberec et à 115 km de Prague.